# Evan Taubenfeld
Evan David Taubenfeld (Baltimore, Maryland, 27 de junho de 1983) é um cantor americano, mais conhecido por ter sido o guitarrista principal e melhor amigo da cantora canadense Avril Lavigne.

## Começo da carreira
Seu amor pela música começou desde cedo. Aos dois anos de idade, ganhou dos pais um piano de brinquedo e começou a tocar a música “Thriller” do Michael Jackson. A partir daí, estava sempre bagunçando com o piano, ou com o tambor de brinquedo que seu avô lhe deu. Aos doze anos ele se apaixonou pelo rock, obcecado pelo álbum "Dookie" do Green Day e "Nevermind" do Nirvana (banda), entre outros. Aos treze anos a melodia o seduziu, e ele começou a tocar guitarra. Aos dezesseis teve sua primeira banda.
Sonhando em se tornar uma estrela do rock, Evan recusou uma bolsa de estudos em Boston's Berklee College of Music escolhendo ao invés disso, tentar com sua banda conseguir um contrato. Um mês depois de recusar a bolsa de estudos, a banda se desfez. Foi algo muito difícil para ele, ver seus amigos acovardando-se e decidindo ir para a faculdade. Isso o fez sentir-se um perdedor, vivendo na casa de seus pais, sem faculdade e sem banda, ele começou a escrever músicas e fazer suas próprias demos, enviando-os para um amigo da A&R (departament of Artists Records), que tinha acabado de assinar com uma cantora desconhecida, chamada Avril Lavigne e que estava procurando uma banda para ela. Ainda que quisesse sua própria banda, Evan pegou um trem em Baltimore para conhecer Avril na cidade de Nova Iorque.

## Spinfire
Spinfire é a banda onde Evan tocou antes de se juntar a banda de Avril, ele era guitarrista e vocalista.

## Avril Lavigne
Após recusar a bolsa em Berklee College of Music, ele recebeu uma ligação de Josh Sarubin, convidando-o para uma audição de um novo talento, a jovem canadense, Avril Lavigne. A amizade entre os dois podia ser notada, onde estivessem dentro ou fora dos palcos.
Avril se tornou uma sensação, dando a Evan uma ideia do que era tornar-se uma estrela do rock. Ele ficou três anos nas sombras, mas o tempo todo estava escrevendo músicas para ela e para ele, perguntando para as pessoas que trabalhavam com Avril sobre o que elas faziam. Ele percebeu que se ia assinar o contrato, era melhor observar e aprender.
Evan também co-escreveu várias músicas da cantora, incluindo singles como “Don’t Tell Me” que se tornou um grande hit do álbum Under My Skin. Então isso o fez decidir que era hora de partir do ninho e se arriscar. Ele deixou a banda da canadense em setembro de 2004 para seguir seus próprios projetos. Existem boatos de que Evan era apaixonado por Avril, e deixou a banda quando a cantora começou a namorar o cantor Deryck Whibley do Sum 41, e por causa desse sentimento, que teria escrito as músicas “The Best Years of Our Lives”, "Still In Love Somehow" e "The World Keeps Turning" para Avril, já que a letra das músicas se encaixariam muito bem na história dos dois, mas esses boatos nunca foram confirmados por Evan e por Avril, pelo contrário, Evan afirma que Avril ainda é sua amiga, apenas isso.

## The Blacklist Club
Está mostrando para o mundo o que é capaz de fazer, em seu primeiro álbum solo, “Welcome to the Blacklist Club.” Produzido por John Fields (Jonas Brothers, Switchfoot, Lifehouse), o álbum marca características de sua personalidade completamente viciante.
Em meados de Fevereiro de 2009, Taubenfeld lançou o vídeo lyric de "Cheater of the Year". Em 31 de Março de 2009, o primeiro single de Taubenfeld “Boy Meets Girls” foi lançado no iTunes e Amazon.com. Em abril de 2009 Evan liberou um vídeo lyric de “Boy Meets Girl”. E em 13 de Agosto de 2009, lançou um vídeo lyric de “It’s Like That”.
Evan conta que pela primeira vez em sua carreira não está se escondendo atrás de alguém, sendo guitarrista ou baterista na banda de outra pessoa, ou sendo o compositor e produtor. Passou muito tempo esperando por isso, e se sente como uma criança em um time de basquete, que é boa, mas fica no banco, e então finalmente alguém diz “É sua vez, não estrague isso”.
“Então, Bem vindos ao Blacklist Club” diz Taubenfeld, “é sobre mim, desde a primeira barra até a última nota. É o primeiro capítulo da história da minha vida”

## Big Evil
Em junho de 2006, Evan fundou Big Evil Corp. A companhia que opera como uma extensão de seu trabalho, publicando e produzindo-o.

## Soda Sunday
Soda Sunday é um vídeo chat que acontece aos domingos, onde o cantor responde perguntas, feitas previamente pelo email, pelo celular, e alguns que estão na sala de chat e twitter. Canta versões acústicas de músicas, distribui prêmios (fotos e pôster assinados, braceletes...). Às vezes conta com presença de convidados, como Drew, por exemplo. Essa semana essa semana (03de janeiro de 2010) foi o trigésimo terceiro Soda Sunday.
Após o chat, Evan posta em seu blog (de mesmo nome: Soda Sunday), sobre como foi sua semana, o que anda fazendo, suas expectativas para próxima semana, como se sente, e faz algum comentário sobre o Soda Sunday da semana.
Essa forma de aproximação com seus fãs, sem deixar sua personalidade marcante, é garantia de ascendente sucesso para o cantor, que pouco-a-pouco começa a conquistar também o Brasil.

## Discografia

### Álbuns de estúdio
| Título                        | Álbum                                                              | Melhor posição |
| Título                        | Álbum                                                              | Heatseekers    |
| ----------------------------- | ------------------------------------------------------------------ | -------------- |
| Welcome to the Blacklist Club | - Lançamento: 18 de maio de 2010 - Gravadora: Sire/Reprise Records | 41             |

### Singles
| Ano  | Single                                            | Álbum                         | Melhor posição |
| Ano  | Single                                            | Álbum                         | Hot Country    |
| ---- | ------------------------------------------------- | ----------------------------- | -------------- |
| 2009 | Cheater Of The Year                               | Welcome to the Blacklist Club | -              |
| 2009 | Boy Meets Girl                                    | Welcome to the Blacklist Club | -              |
| 2009 | Merry Swiftmas (Even Though I Celebrate Chanukah) | -                             | 59             |
| 2010 | Pumpkin Pie                                       | Welcome to the Blacklist Club | -              |
| 2011 | Best Years of Our Lives (feat.Avril Lavigne)      | -                             | -              |